# George Russell (Musiker)
George Allan Russell (* 23. Juni 1923 in Cincinnati, Ohio; † 27. Juli 2009 in Boston, Massachusetts) war ein US-amerikanischer Jazz-Musiker, Komponist und Musiktheoretiker.

## Leben und Wirken
Russell, dessen Vater Musik-Professor am Oberlin College war, erhielt seine Ausbildung als Schlagzeuger u. a. an der Wilberforce University. 1941 komponierte er sein erstes Werk, New World, für Benny Carter und wurde Mitglied von dessen Band. Nach der Einberufung im Zweiten Weltkrieg bekam er Tuberkulose, weswegen er längere Zeit in Hospitälern verbrachte. Wegen seiner Krankheit musste er auch seine Karriere als Schlagzeuger beenden – er wandte sich dann später dem Klavierspiel zu. Im Krankenhaus begann er sich intensiv mit Musiktheorie zu beschäftigen. Später ging er nach New York City, wo er Kompositionsschüler von Stefan Wolpe wurde und mit Musikern wie Miles Davis, Gerry Mulligan, Max Roach, Johnny Carisi und Charlie Parker zusammenkam. Er erhielt den Auftrag, für Dizzy Gillespies Orchester ein Stück zu komponieren. Es entstand Cubano Be/Cubano Bop, ein Stück, in dem er afro-kubanische Musik mit Jazzmusik verschmolz. Es wurde 1947 in der Carnegie Hall aufgeführt und machte ihn bekannt. 1949 nahm Buddy DeFranco Russells Stück Bird in Igor’s Yard auf, in dem er Einflüsse von Charlie Parker mit denen von Igor Strawinsky verband.
1953 erschien Russells musiktheoretisches Werk Lydian Chromatic Concept of Tonal Organization, das wesentlich zur Entstehung des modalen Jazz beitrug und wichtige Jazzplatten wie Kind of Blue (Miles Davis, 1959) oder A Love Supreme (John Coltrane, 1965) vorbereitete. Mitte der 1950er Jahre nahm er mit einem Sextett, dem neben Russell auch Bill Evans (über den Russells Theorien auch Miles Davis beeinflussten) und Art Farmer angehörte, The Jazz Workshop, sein erstes Album als Bandleader, auf. Für das Brandeis Jazz Festival schrieb er All about Rosie, New York, New York nach einer Dichtung von Jon Hendricks; es wurde von New Yorker Jazzgrößen wie Bill Evans, Max Roach, John Coltrane, Milt Hinton, Bob Brookmeyer und Art Farmer aufgeführt. Anfang der 1960er Jahre entstand sein Album Ezz-Thetic mit Eric Dolphy, Don Ellis und Steve Swallow. 1961 arrangierte er All About Rosie neu für die Gerry Mulligan Concert Jazz Band. 
1964 ging Russell nach Europa. Er hielt sich länger in Norwegen und Schweden auf, wo er für das Schwedische Radio unter Bosse Broberg arbeitete und u. a. mit den jungen Musikern Jan Garbarek, Terje Rypdal und Jon Christensen auftrat. Er spielte aber auch mit den in Europa lebenden US-Amerikanern Don Cherry, Cameron Brown, und Al Heath. 1969 kehrte er auf Einladung von Gunther Schuller in die USA zurück, um am New England Conservatory of Music eine Jazz-Abteilung aufzubauen.
Daneben trat er mit seinem vierzehn Musiker umfassenden Orchester in den USA und Europa auf. Das Album The African Game von 1985 erhielt zwei Grammy-Nominierungen. Auf Einladung des Contemporary Music Network of the British Council unternahm er 1986 eine Tournee, in deren Gefolge das The International Living Time Orchestra entstand, mit dem Russell seitdem arbeitete. Dem Orchester gehören die Keyboarder Brad Hatfield und Steve Lodder, der Gitarrist Mike Walker, der Bassist Bill Urmson, die Schlagzeuger Billy Ward und Pat Hollenbeck, die Trompeter Stanton Davis, Tiger Okoshi und Stuart Brooks, die Saxophonisten Andy Sheppard und Chris Biscoe, der Klarinettist Pete Hurt und die Posaunisten Dave Bargeron und Richard Henry an.
Seit den späten 1980er Jahren entstand eine Reihe größerer Kompositionen wie Uncommon Ground (auf der CD The London Concert enthalten), An American Trilogy und die dreistündige Symphonie Time Line für Orchester, Jazzband, Chor, Rockmusiker und Tänzer.
Russell starb an den Folgen seiner Alzheimer-Erkrankung.

## Preise und Auszeichnungen
Russell wurde 1990 als NEA Jazz Master ausgezeichnet; er erhielt den British Jazz Award und den französischen Oscar du Disque du Jazz. 1989 erhielt er eine MacArthur Fellowship.

## Werke

### Diskografie (Auswahl)
- 1956: Jazz Workshop
- 1959: New York, NY
- 1960: Jazz in the Space Age
- 1960: Stratusphunk
- 1961: Ezz-thetics
- 1962: The Stratus Seekers
- 1962: The Outer View (mit Sheila Jordan)
- 1965: At Beethoven Hall (mit Don Cherry)
- 1970: Trip To Prillarguri
- 1972: Living Time (mit Bill Evans)
- 1973: Listen to the Silence
- 1976: Vertical Form VI
- 1978: New York Big Band
- 1980: Electronic Sonata For Souls Loved By Nature
- 1981: Othello Ballet Suite (1967) / Electronic Organ Sonata No 1 (1968)
- 1982: Electronic Sonata For Souls Loved By Nature - 1968
- 1982: Live in an American Time Spiral
- 1983: The African Game
- 1986: So What
- 1989: The London Concert
- 1996: It's About Time

### Buchveröffentlichung
- George Russell: The Lydian Chromatic Concept of Tonal Organization 1953, 2001, ISBN 0-9703739-0-2.